# Слатина (Силистренская область)
Слатина (болг. Слатина) — село в Болгарии. Находится в Силистренской области, входит в общину Ситово. Население составляет 116 человек.

## Политическая ситуация
Кмет (мэр) общины Ситово — Николай Георгиев Неделчев (Болгарская социалистическая партия (БСП)) по результатам выборов в правление общины.